# Johannes Baptista Montanus
Johannes Baptista Montanus (né en 1489, - 6 mai 1551) est le nom latinisé de Jean-Baptiste Monti, Giovanni Battista Monte ou Giovanni Battista da Monte, l'un des principaux médecins humanistes d'Italie. Il a encouragé la renaissance des textes et de la pratique médicale de la Grèce antique et réexaminé les écrits de Galien ainsi que les textes médicaux de la médecine arabe du Moyen-Âge de Rhazès et Avicenne. Il publia lui-même de nombreux textes médicaux et fut considéré comme un second Galien.

## Biographie

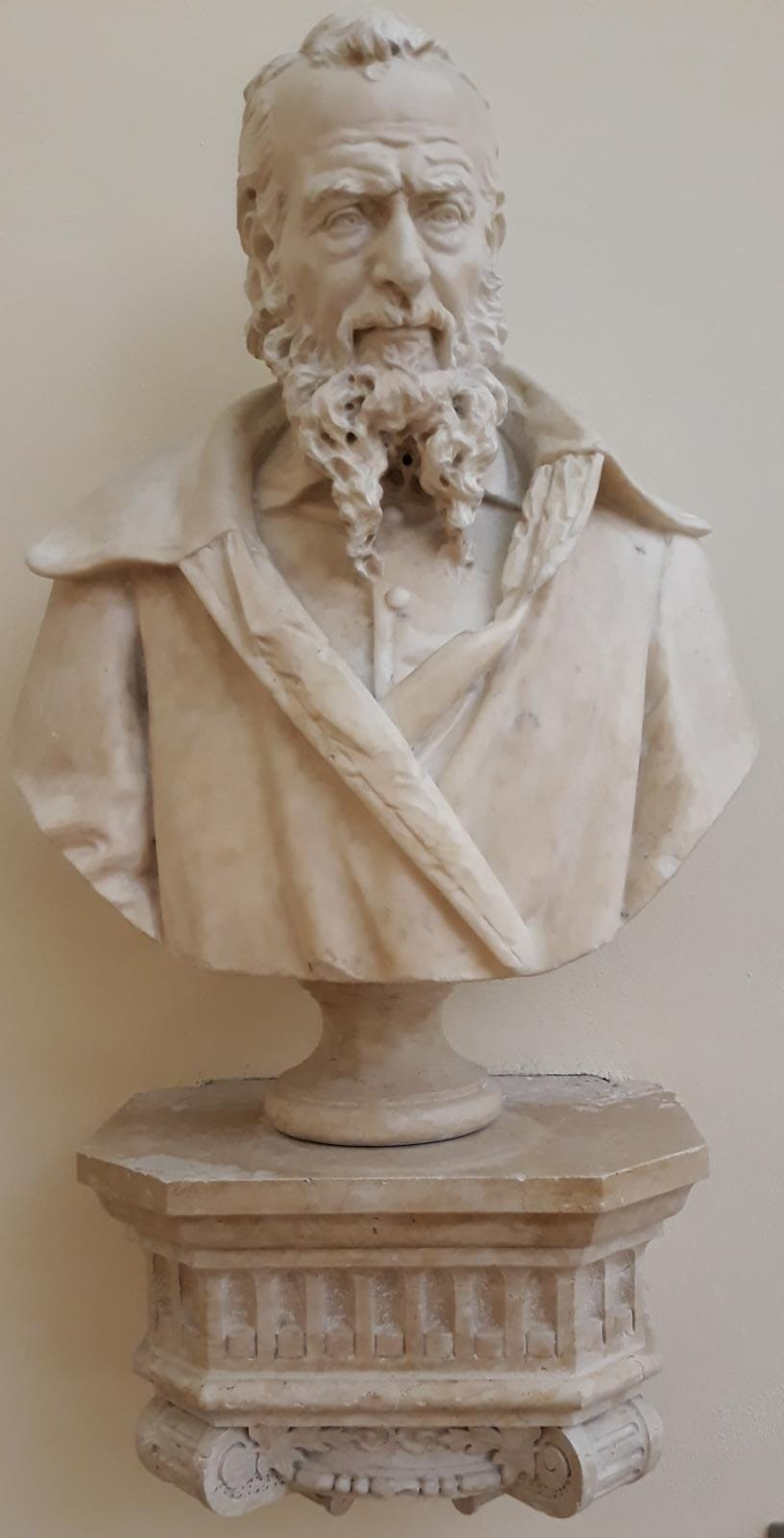
Le buste de Jean-Baptiste Monti dans la Protomothèque de la Bibliothèque municipale de Vérone

Montanus naît à Vérone dans une famille noble et fait ses humanités à Padoue. Après avoir suivi à Padoue les cours de Musurus en lettres latines et grecques et de Pomponace en philosophie, il étudie la médecine à Ferrare avec Nicolas Léonicène. obtient en 1520 son bonnet de médecin à Padoue puis s'établit à Brescia. Il voyage ensuite en Italie : Rome, Venise et enfin Naples où il enseigne la littérature grecque.
En 1539, il devient professeur de médecine clinique à l'Université de Padoue avec un salaire de 500 florins puis, en 1543, il prend la chaire de médecine théorique. Parmi ses étudiants figurent John Caius, médecin de la cour d'Édouard VI et Valentinus Lublinus (en). Ce dernier a continué l’œuvre de son professeur notamment en publiant ses conférences et ses notes après sa mort.
Montanus introduit la pratique des autopsies pour améliorer les connaissances en anatomie et participe à la fondation, suivi par Girolamo Fabrizi d'Acquapendente, de l'un des premiers théâtres anatomiques permanents où viennent professer Vésale, Fallope et Hieronymus Fabricius : le théâtre anatomique de Padoue.
En 1545, Montanus participe à la création du premier jardin botanique à Padoue.
En 1549, il voyage de Padoue à Urbino pour soigner le duc Frédéric III de Montefeltro et sa femme. Il ne reviendra pas à Padoue car, tombé malade, il se retire à Terrazzo, près de Vérone, où il meurt le 6 mai 1551. Il avait deux fils, Marc'Antonio et Teodoro.

## Œuvre

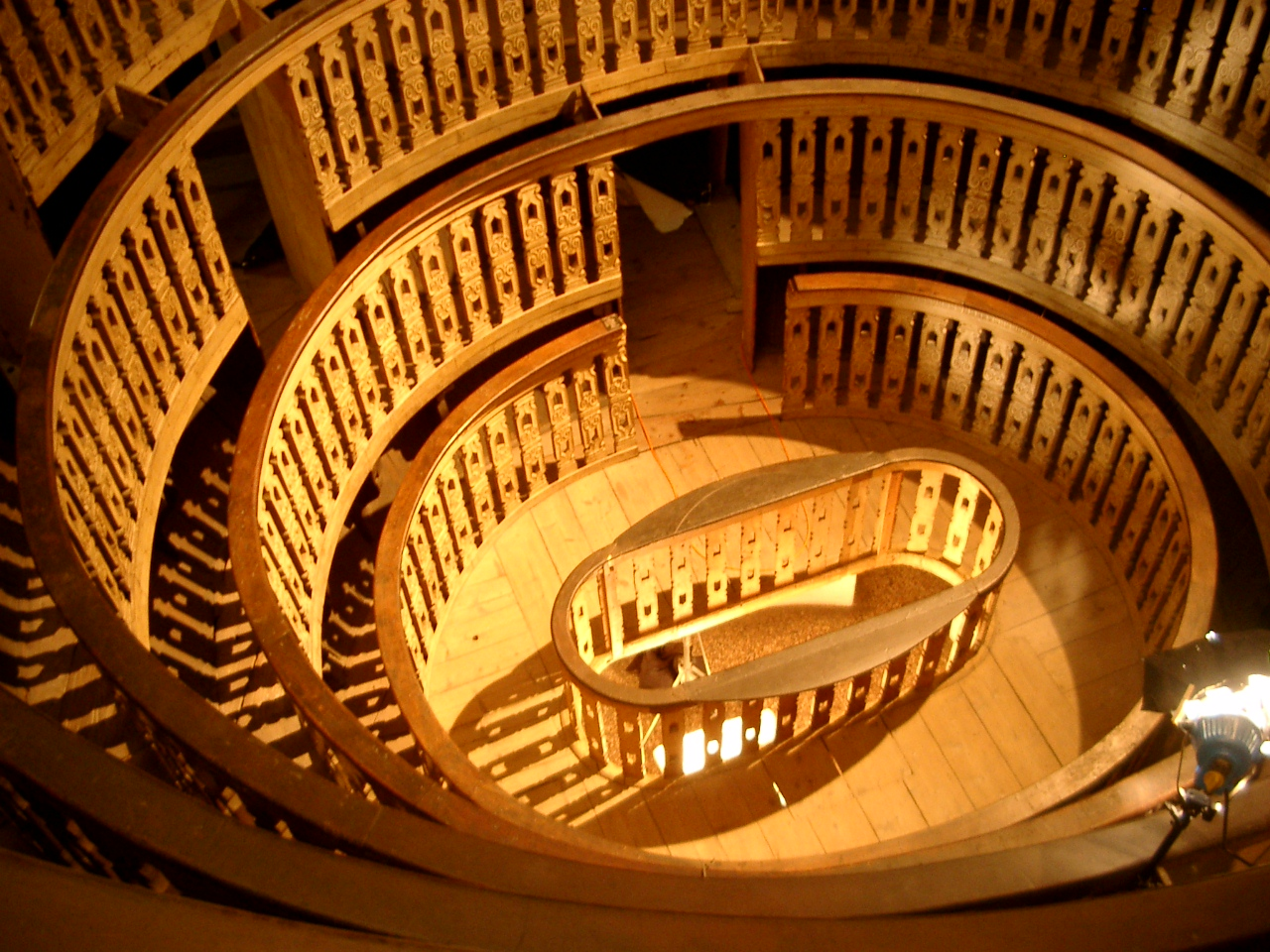
L'intérieur du théâtre anatomique de Padoue

La renommée de Montanus est liée avant tout à son enseignement et à sa production scientifique bien appréciée par ses contemporains. Il n'en reste souvent que des titres et il n'existe pas de catalogue exact de ses travaux scientifiques. Tous ont été publiés à titre posthume, et souvent à tort, par ses disciples, Valentinus Lublinus (en), Johannes Crato von Krafftheim (de), Georg Weinrich (de), Girolamo Donzellini (it), à l'exception de la Metaphrasis summaria eorum, quae ad medicamentorum doctrinam attinent paru à Padoue en 1550.
- De alimentorum differentiis, Venise, 1553.
- Libellus de gradibus et facultatibus medicamentorum, Wtemberg, 1553.
- Explanatio eorum quœ pertinent ad tertiam partem de componendis medicamendis, Venise, 1553.
- Quœstio examinans quomodo medicamentum dicatur œquale aut inœquale, Padoue, 1554.
- De excrementis fœcibus, urinis, libri duo, Padoue, 1554.
- Consultationes de rariorum morborum curationibus, Venise, 1554.
- Medicina universa ex lectionibus Montani, cœterisque opusculis collecta, Francfort, trois volumes compilés à partir de ses conférences et notes, 1587.